# فهرست وابسته‌های دیپلماتیک قطر

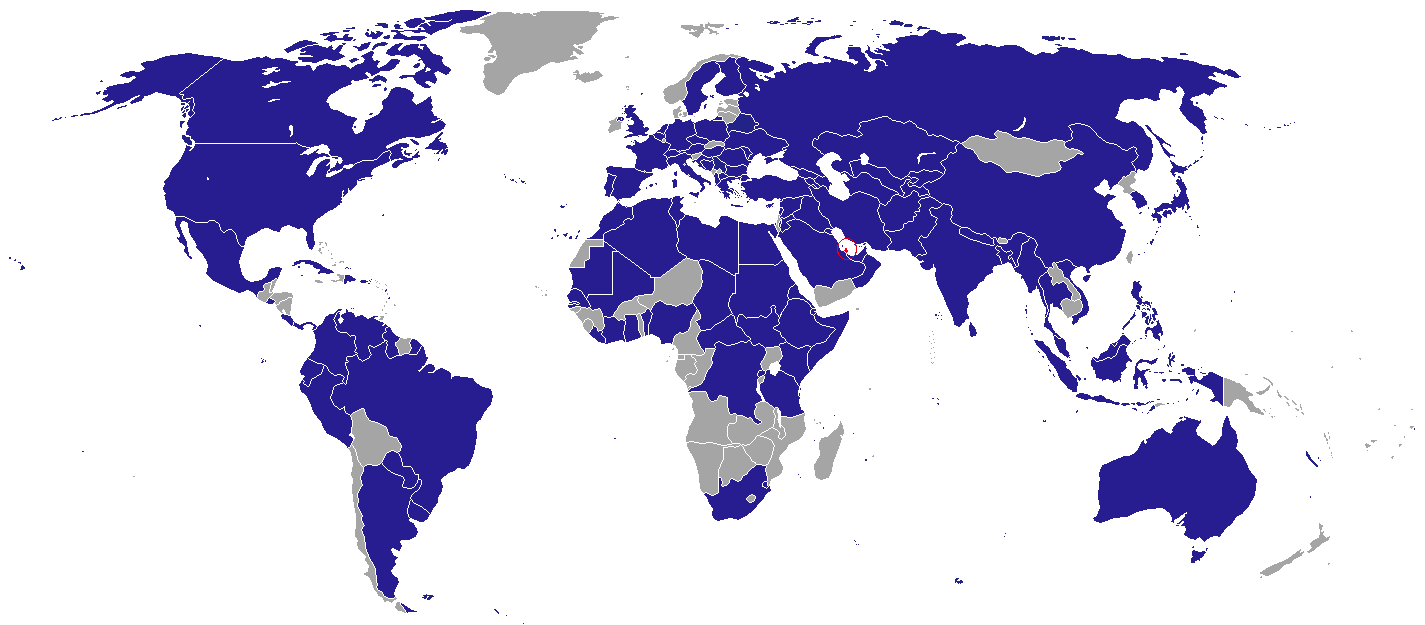
سفارت‌های قطر

این فهرستی از نمایندگی‌های دیپلماتیک قطر است. قطر استقلال خود را در سال ۱۹۷۱ به دست آورد و وزارت امور خارجه خود را تأسیس کرد، و از آن زمان حضور دیپلماتیک خود در سطح بین‌المللی را توسعه داده‌است.

## آفریقا
- الجزایر
  - الجزایر (سفارت)
- بنین
  - پورتو نوو (سفارت)
- جمهوری آفریقای مرکزی
  - بانگی (سفارت)
- چاد
  - انجامنا (سفارت)
- کومور
  - مورونی (سفارت)
- جیبوتی
  - شهر جیبوتی (سفارت)
- اریتره
  - اسمره (سفارت)
- اتیوپی
  - آدیس آبابا (سفارت)
- گامبیا
  - بانجول (سفارت)
- کنیا
  - نایروبی (سفارت)
- لیبریا
  - مونروویا (سفارت)
- لیبی
  - طرابلس (سفارت)
  - بنغازی (کنسولگری)
- موریتانی
  - نواکشوت (سفارت)
- مراکش
  - رباط (سفارت)
- نیجریه
  - ابوجا (سفارت)
- سنگال
  - داکار (سفارت)
- سومالی
  - موگادیشو (سفارت)
- آفریقای جنوبی
  - پرتوریا (سفارت)
- سودان جنوبی
  - جوبا (سفارت)
- سودان
  - خارطوم (سفارت)
- اسواتینی
  - امبابانه (سفارت)
- تانزانیا
  - دارالسلام (سفارت)
- تونس
  - تونس (سفارت)

## آمریکا

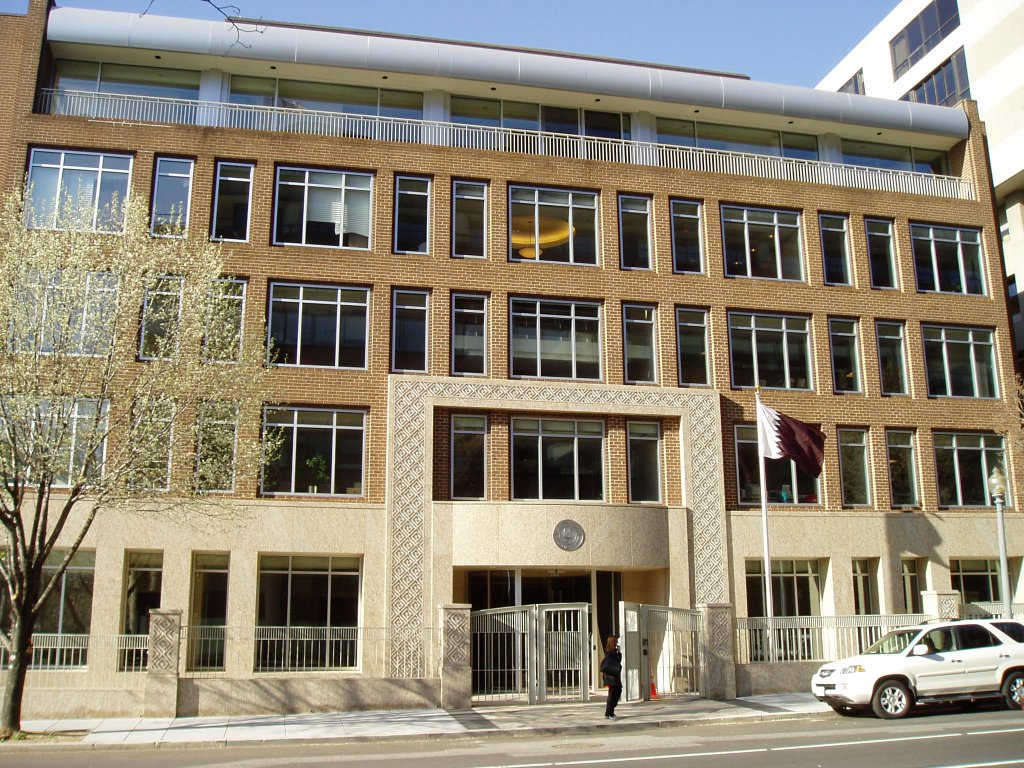
سفارت قطر در واشینگتن دی سی

- آرژانتین
  - بوئنوس آیرس (سفارت)
- برزیل
  - برازیلیا (سفارت)
- کانادا
  - اتاوا (سفارت)
- کاستاریکا
  - سن خوزه (سفارت)
- کوبا
  - هاوانا (سفارت)
- جمهوری دومینیکن
  - سانتو دومینگو (سفارت)
- اکوادور
  - کیتو (سفارت)
- السالوادور
  - سان سالوادور (سفارت)
- مکزیک
  - مکزیکو سیتی (سفارت)
- پاناما
  - پاناما (سفارت)
- پاراگوئه
  - آسونسیون (سفارت)
- پرو
  - لیما (سفارت)
- ایالات متحده آمریکا
  - واشینگتن دی سی (سفارت)
  - هیوستون (کنسولگری)
  - لس آنجلس (کنسولگری)
  - شهر نیویورک (کنسولگری)
- اروگوئه
  - مونته‌ویدئو (سفارت)
- ونزوئلا
  - کاراکاس (سفارت)

## آسیا

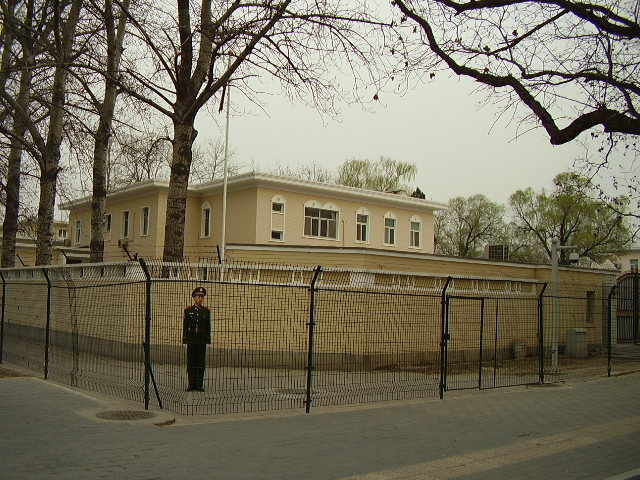
سفارت قطر در پکن

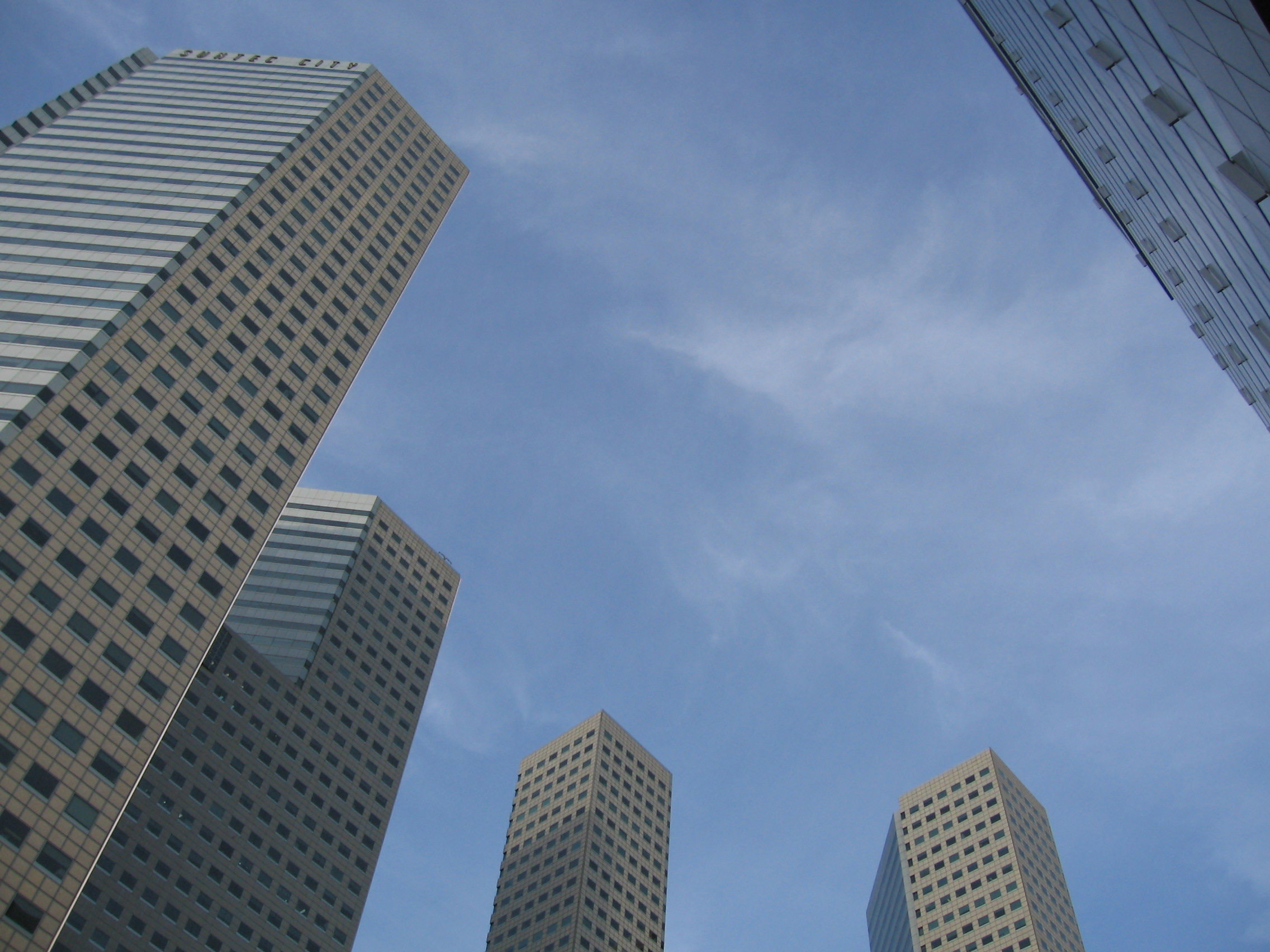
سفارت قطر در سنگاپور، در طبقه ۴۱ ساختمان اداری در برج Suntec City 3.

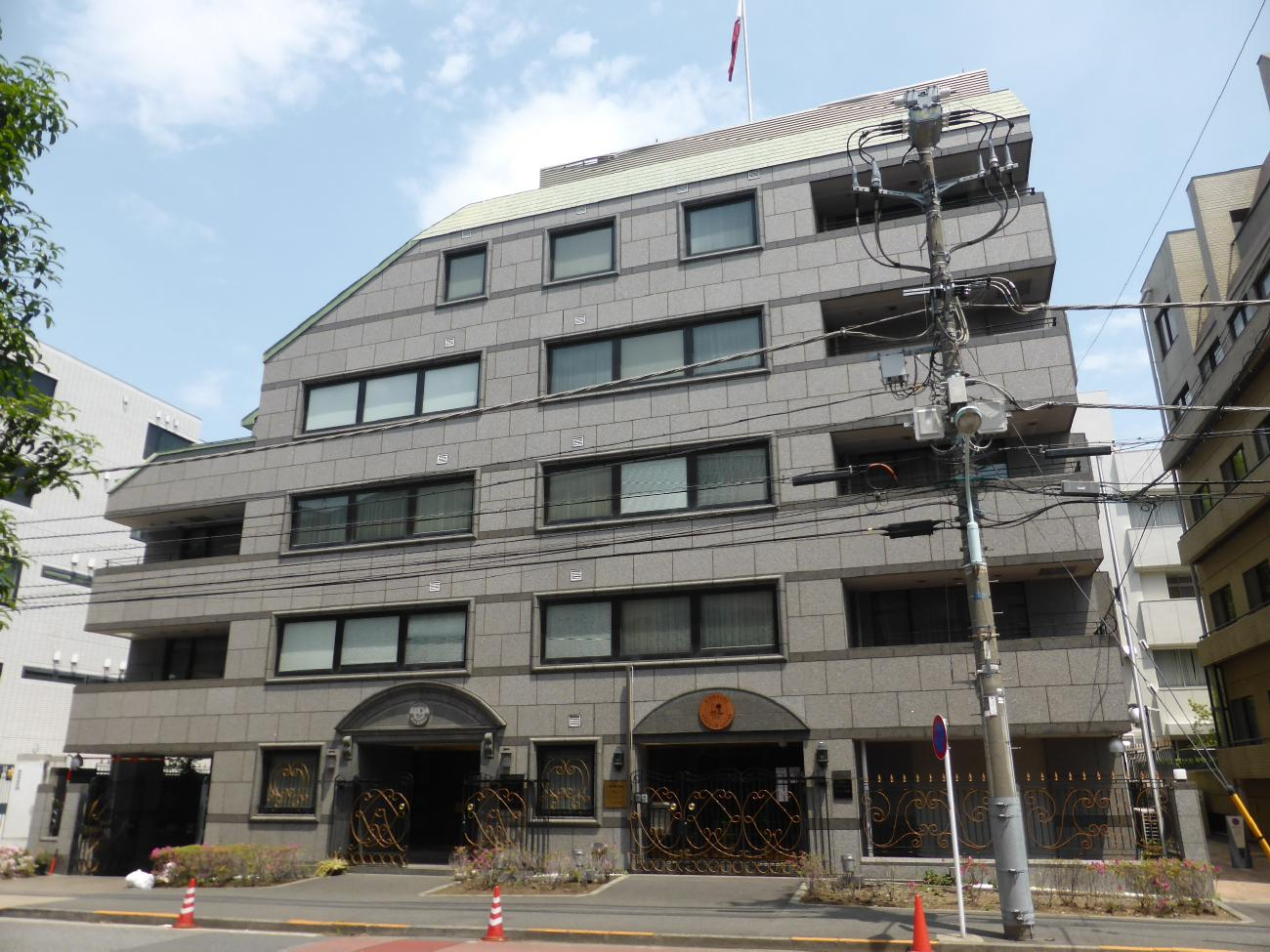
سفارت قطر در توکیو

- جمهوری آذربایجان
  - باکو (سفارت)
- بنگلادش
  - داکا (سفارت)
- برونئی
  - بندر سری بگاوان (سفارت)
- میانمار
  - یانگون (سفارت)
- چین
  - پکن (سفارت)
  - هنگ کنگ (کنسولگری)
- گرجستان
  - تفلیس (سفارت)
- هند
  - دهلی نو (سفارت)
  - بمبئی (کنسولگری)
- اندونزی
  - جاکارتا (سفارت)
- ایران
  - تهران (سفارت)
  - شیراز (کنسولگری)
- ژاپن
  - توکیو (سفارت)
- اردن
  - امان (سفارت)
- قزاقستان
  - آستانه (سفارت)
- کویت
  - کویت (سفارت)
- قرقیزستان
  - بیشکک (سفارت)
- لبنان
  - بیروت (سفارت)
- مالزی
  - کوالالامپور (سفارت)
- نپال
  - کاتماندو (سفارت)
- عمان
  - مسقط (سفارت)
- پاکستان
  - اسلامآباد (سفارت)
  - کراچی (کنسولگری)
- فلسطین
  - شهر غزه (دفتر نمایندگی)
- فیلیپین
  - مانیل (سفارت)
- سنگاپور
  - سنگاپور (سفارت)
- کره جنوبی
  - سئول (سفارت)
- سری‌لانکا
  - کلمبو (سفارت)
- تاجیکستان
  - دوشنبه (سفارت)
- تایلند
  - بانکوک (سفارت)
- ترکیه
  - آنکارا (سفارت)
  - استانبول (کنسولگری)
- ترکمنستان
  - عشق‌آباد (سفارت)
- ویتنام
  - هانوی (سفارت)

## اروپا

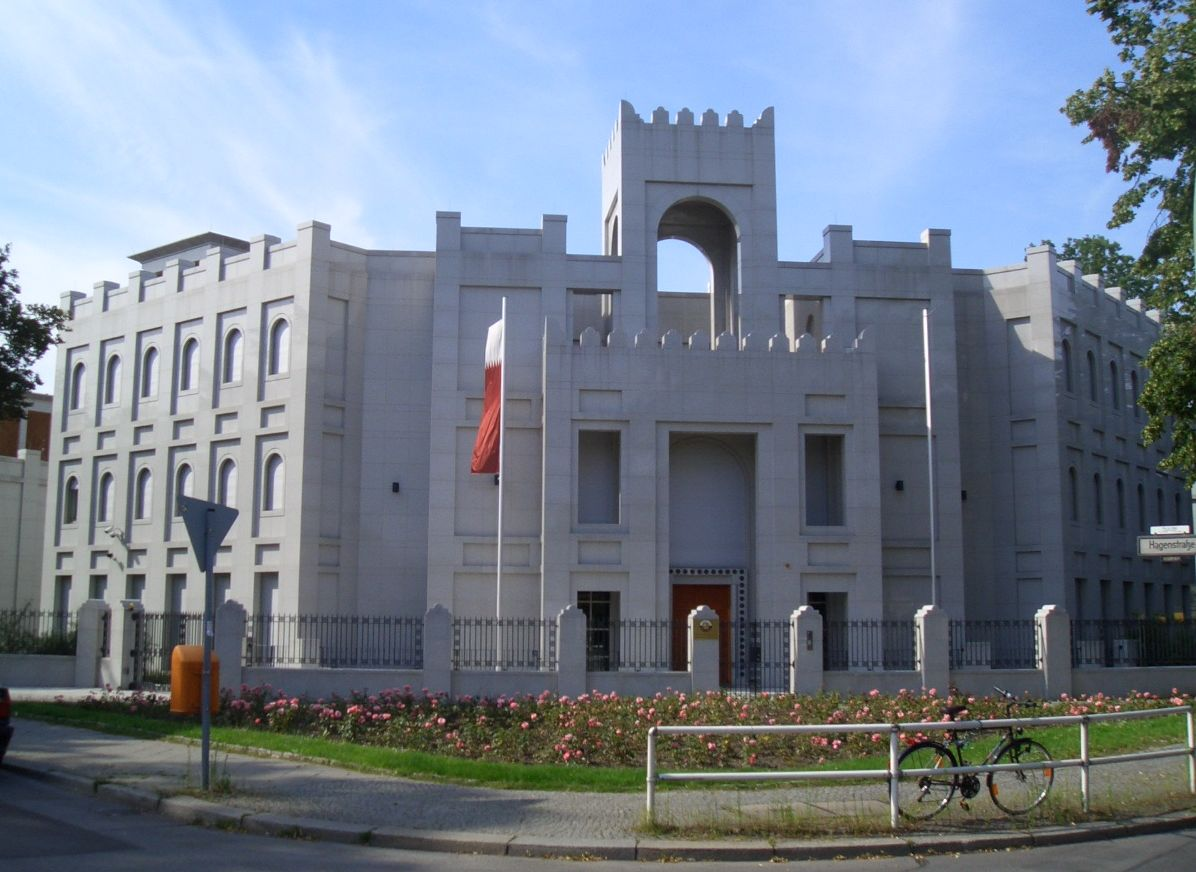
سفارت قطر در برلین

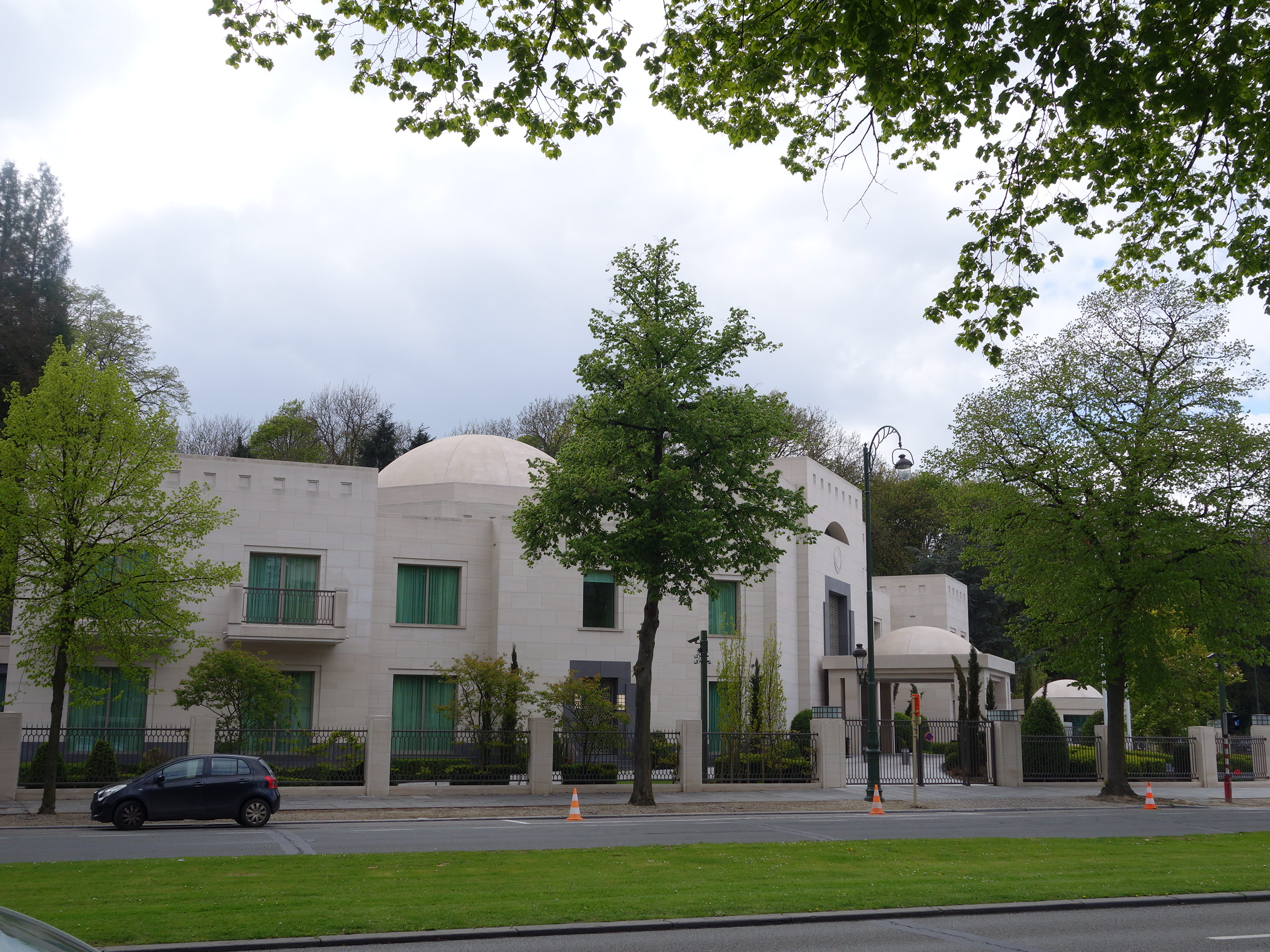
سفارت قطر در بروکسل

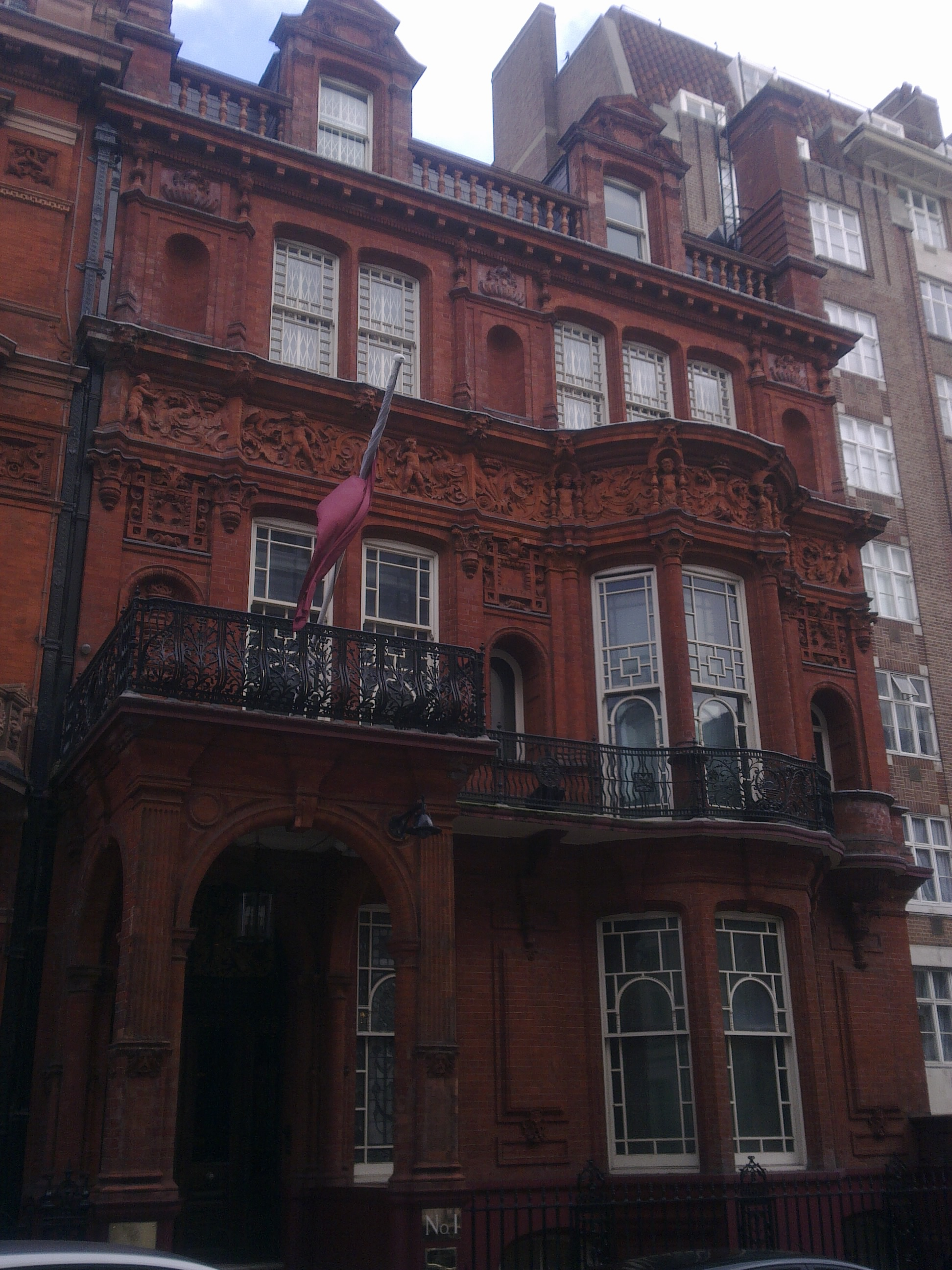
سفارت قطر در لندن

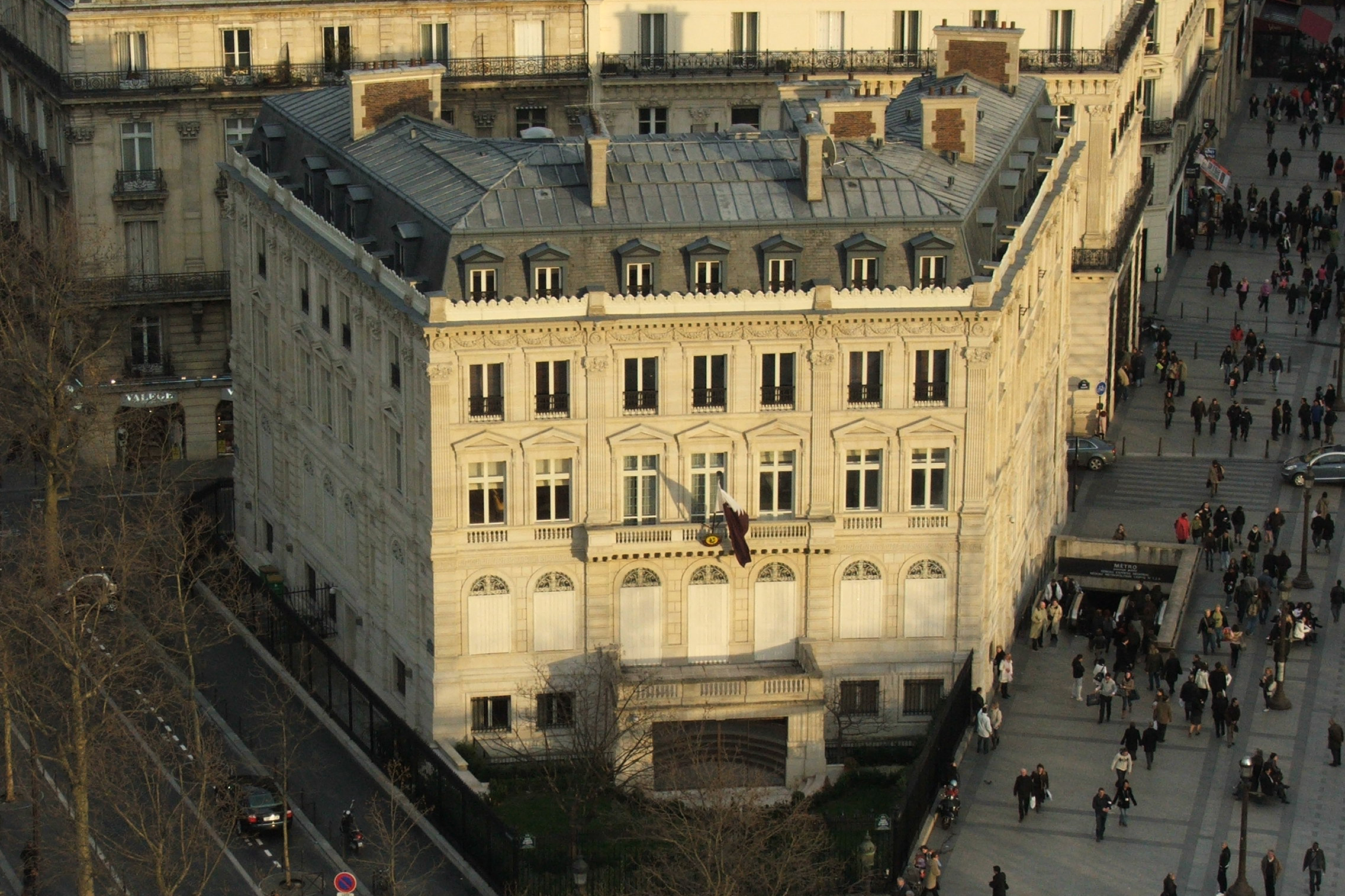
سفارت قطر در پاریس

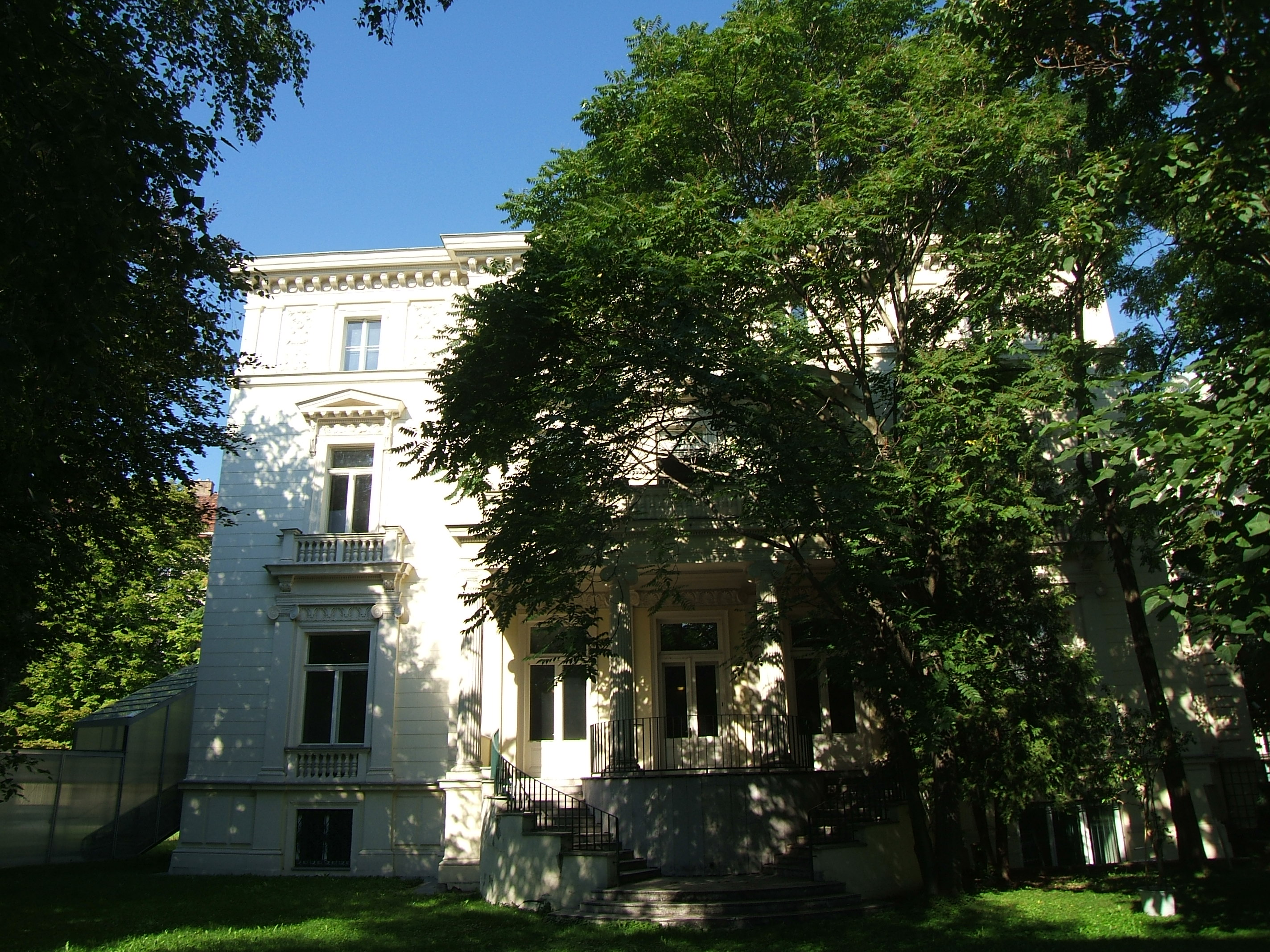
سفارت قطر در وین

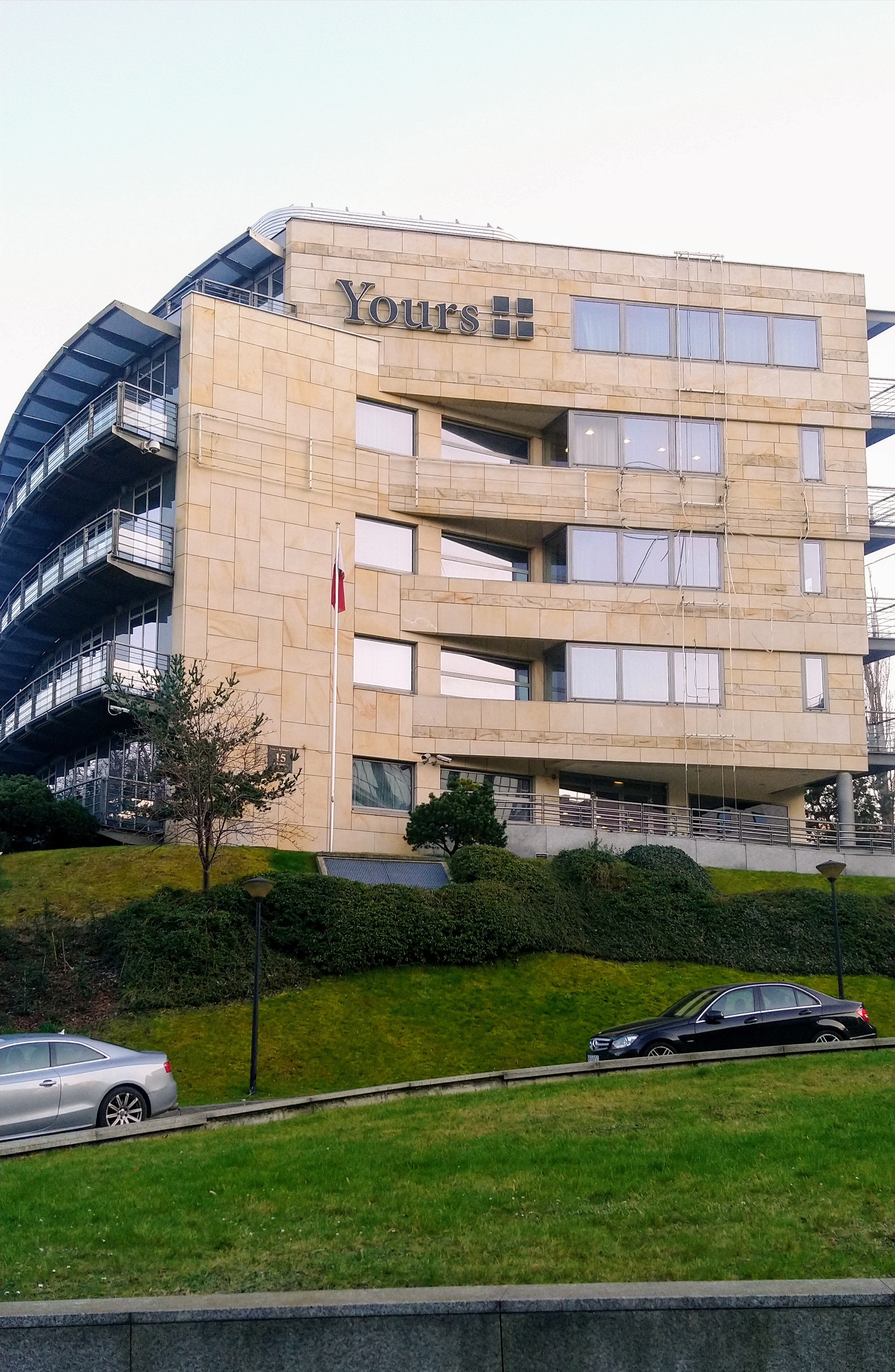
سفارت قطر در ورشو

- آلبانی
  - تیرانا (سفارت)
- اتریش
  - وین (سفارت)
- بلژیک
  - بروکسل (سفارت)
- بوسنی و هرزگوین
  - سارایوو (سفارت)
- بلغارستان
  - صوفیه (سفارت)
- کرواسی
  - زاگرب (سفارت)
- قبرس
  - نیکوزیا (سفارت)
- فرانسه
  - پاریس (سفارت)
- آلمان
  - برلین (سفارت)
  - بن (شعبه سفارت: دفتر پزشکی)
- یونان
  - آتن (سفارت)
- مجارستان
  - بوداپست (سفارت)
- ایتالیا
  - رم (سفارت)
  - میلان (کنسولگری)
- مقدونیه شمالی
  - اسکوپیه (سفارت)
- مالت
  - والتا (سفارت)
- مولدووا
  - کیشیناو (سفارت)
- هلند
  - لاهه (سفارت)
- لهستان
  - ورشو (سفارت)
- پرتغال
  - لیسبون (سفارت)
- رومانی
  - بخارست (سفارت)
- روسیه
  - مسکو (سفارت)
- صربستان
  - بلگراد (سفارت)
- اسپانیا
  - مادرید (سفارت)
- سوئد
  - استکهلم (سفارت)
- سوئیس
  - برن (سفارت)
- اوکراین
  - کی‌یف (سفارت)
- بریتانیا
  - لندن (سفارت)

## اقیانوسیه
- استرالیا
  - کانبرا (سفارت)

## سازمان‌های بین‌المللی
- اتحادیه عرب
  - قاهره (نمایندگی دائم)
- اتحادیه اروپا

- - بروکسل (نمایندگی دائم)
- سازمان ملل متحد
  - ژنو (نمایندگی دائم)
  - نیویورک (نمایندگی دائم)